# Myrascia
Myrascia is een geslacht van vlinders van de familie sikkelmotten (Oecophoridae), uit de onderfamilie Oecophorinae.

## Soorten
- M. chionora Common, 1977
- M. empheres Common, 1977
- M. melitypa Common, 1977
- M. racinora Common, 1977